# 69 هـ
69 هـ هي سنة في التقويم الهجري امتدت مقابلةً في التقويم الميلادي بين سنتي 688 و689.

## أحداث
- معركة الجفرة

## وفيات
- أبو الأسود الدؤلي
- قبيصة بن جابر
- يزيد بن المفرغ الحميري